# Håndklæde
Et håndklæde er et stykke tykt absorberende stof eller papir, der bruges til at tørre en selv eller andre ting med. Et håndklæde er typisk lavet af bomuld, eller andet lignende kunstigt fabrikeret materiale. Håndklæder fås i flere varianter, alt fra mindre håndklæder til hænderne, vaskeklude og store badehåndklæder.
Et håndklæde kan anvendes og benyttes i flere forskellige sammenhænge. Den klassiske brug af et håndklæde er til at tørre hænder efter de er vasket, dog bruges håndklæder også til at tørre kroppen af efter bad – i denne sammenhæng benyttes oftest "badehåndklæde", som værende det beskrivende ord.

## I kulturen
Håndklædet har en mindre, men gennemgående rolle at spille i Douglas Adams' romanserie The Hitchhiker's Guide to the Galaxy. Af denne årsag har Adams' fans gjort håndklædet til ikon for håndklædedagen, hvor fans verden over mindes forfatteren ved at bære et håndklæde med sig dagen igennem. 